# Meuselbach
Meuselbach ist ein Ortsteil von Meuselbach-Schwarzmühle in der Landgemeinde Stadt Schwarzatal im Landkreis Saalfeld-Rudolstadt in Thüringen.

## Lage
Meuselbach liegt auf einer Hochfläche am Ostrand des Schwarzatals im Norden des Thüringer Schiefergebirges.

## Geschichte
Der Ortsteil wurde erstmals am 17. September 1234 urkundlich genannt. Bis 1918 gehörte der Ort zur Oberherrschaft des Fürstentums Schwarzburg-Rudolstadt.
1923 wurden Meuselbach und Schwarzmühle vereint. 2012 wohnten im Ortsteil 1200 Personen.
Am 1. Januar 2019 fusionierte Meuselbach-Schwarzmühle mit zwei weiteren Gemeinden zur Landgemeinde Stadt Schwarzatal.
Alle weiteren Informationen sind dem Artikel Meuselbach-Schwarzmühle zu entnehmen.

## Persönlichkeiten
- Martin Appelfeller (1921–2001), Generalmajor und von 1975 bis 1986 Sektorenleiter beim Ministerium für Staatssicherheit der DDR
- Gerti Möller (* 1930), Schlager-, Rock- und Chansonsängerin
- Roland Gräf (1934–2017), Filmregisseur, Drehbuchautor und Kameramann, der zu den wichtigsten Regisseuren der DEFA gehörte
- Manfred Menger (* 1936), Historiker und Hochschullehrer